# Хроника Холодной войны (1988 год)
Хронология Холодной войны
- 1943
- 1944
- 1945
- 1946
- 1947
- 1948
- 1949
- 1950
- 1951
- 1952
- 1953
- 1954
- 1955
- 1956
- 1957
- 1958
- 1959
- 1960
- 1961
- 1962
- 1963
- 1964
- 1965
- 1966
- 1967
- 1968
- 1969
- 1970
- 1971
- 1972
- 1973
- 1974
- 1975
- 1976
- 1977
- 1978
- 1979
- 1980
- 1981
- 1982
- 1983
- 1984
- 1985
- 1986
- 1987
- 1988
- 1989
- 1990
- 1991

- 20 февраля: Начинается Первая нагорно-карабахская война между Арменией и Азербайджаном.
- 22 февраля: Инцидент в Чёрном море: американский крейсер «Йорктаун» и эсминец «Кэрон» протаранены после входа в советские территориальные воды возле Крымского полуострова.
- 11 мая: Смерть Кима Филби (Гарольда Адриана Рассела Филби) в Москве, высокопоставленного офицера разведки Великобритании, который переехал в Советский Союз.
- 15 мая: Советские войска начинают выходить из Афганистана.
- 29 мая — 1 июня: Рональд Рейган и Михаил Горбачёв встречаются в Москве. Договор о ликвидации ракет средней и меньшей дальности ратифицирован. Когда его спросили, верит ли он, что Советский Союз все ещё является «Империей зла», Рейган отвечает, что говорил о «другом случае, другой эре».
- 5 октября: Аугусто Пиночет в Чили проигрывает национальный плебисцит о своём правлении.
- 3 ноября: На Мальдивах произошла попытка переворота.
- 6 ноября: Советский учёный и известный правозащитник Андрей Сахаров отправляется с двухнедельным визитом в Соединённые Штаты.
- 7 декабря: Михаил Горбачёв объявляет в речи перед Генеральной Ассамблеей Организации Объединённых Наций, что Советский Союз больше не будет военным способом вмешиваться в дела Восточной Европы.
- 22 декабря: Южная Африка выводит свои войска из юго-западной Африки (Намибия). Окончена многолетняя интервенция ЮАР в намибийский и ангольский вооружённые конфликты.